# 安達智彦
安達 智彦（あだち ともひこ、1955年 - ）は、日本の経済学者。武蔵大学名誉教授。

## 来歴
山形県出身。1979年に東京大学経済学部を卒業。1988年に同大学院博士課程を単位取得満期退学。財団法人日本証券経済研究所を経て、武蔵大学経済学部教授。2021年に武蔵大学名誉教授。

## 著書
- 『指数先物はなぜ悪か 株式市場崩落のメカニズム』（日本評論社, 1994年）
- 『デリバティブ規制で金融はこう変わる』（日本実業出版社, 1995年）
- 『よくわかる金融先物取引入門』（日本実業出版社, 1997年）
- 『株価の読み方』（筑摩書房, 1997年）
- 『投資信託の見わけ方』（筑摩書房, 1998年）
- 『証券経済論』（岩波書店, 2003年）

## 共著
- 『セミナー現代のポートフォリオ・マネジメント』（斎藤進と共著, 同文舘出版, 1992年）
- 『素朴な疑問「金融」って何だろう?』（武蔵大学金融学科と共著, 日本実業出版社, 2002年）
- 『この1冊ですべてわかる金融の基本』（武蔵大学金融学科と共著, 日本実業出版社, 2009年）

- 『長期投資の理論と実践』（池田昌幸と共著, 東京大学出版会, 2019年）